# Ilarie Voronca
Ilarie Voronca (născut Eduard Marcus), (n. 31 decembrie 1903, Brăila – d. 8 aprilie 1946, Paris) a fost un poet evreu român de avangardă, promotorul revistelor 75 HP și Integral și al mișcării integraliste. A mai semnat sub pseudonimele Alex Cernat și Roneiro Valcia.

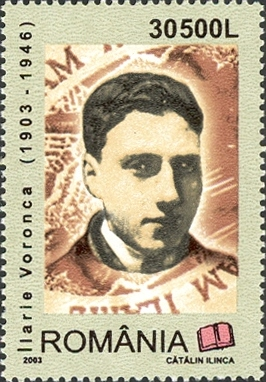
Ilarie Voronca pe un timbru românesc în anul 2003

## Biografie
Începuturile literare ale lui Ilarie Voronca sunt legate de activitatea cenaclului Sburătorul, condus de Eugen Lovinescu, și de revista acestuia Sburătorul literar, unde și debutează în 1922 cu versuri simboliste influențate de George Bacovia și de lirismul melodios și maladiv al lui Camil Baltazar. Publică apoi poezii de aceeași factură în revistele Flacăra, Năzuința și Contimporanul, care vor constitui materia lirică a volumului de debut, din 1923, intitulat Restriști. Este o poezie de atmosferă, care transcrie tristețile și deznădejdea omului condamnat la existența cenușie a orașelor de provincie. Aproape nimic din tonalitatea și sistemul imagistic al acestor poezii, în afara tentației asociațiilor insolite, nu anunță viitoarea evoluție a poetului, caracterizată prin extrema receptivitate față de doctrinele avangardiste.
Astfel, la numai un an de la apariția volumului de debut, Ilarie Voronca aderă la atitudinea pragmatic inovatoare cuprinsă în Manifestul activist către tinerime al revistei Contimporanul, publică el însuși în 1924, împreună cu Victor Brauner și Stephan Roll, publicația de avangardă constructivistă 75 HP (din care apare un singur număr), colaborează la alte reviste similare precum Punct sau Integral. Ermetismul, expresia eliptică, selectarea vocabularului poetic din domeniul industrial și tehnic probează orientarea poetului în această etapă.

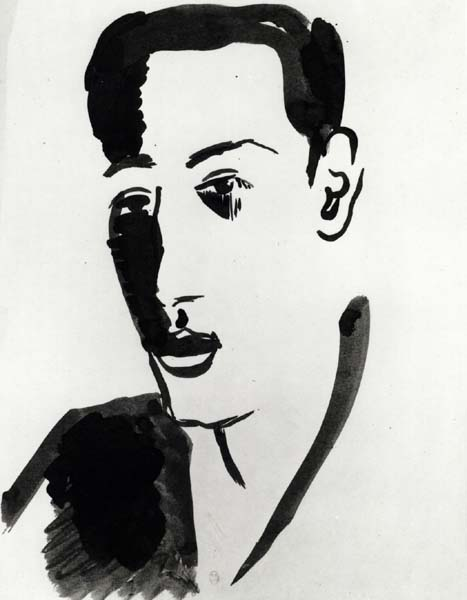
Ilarie Voronca văzut de Robert Delaunay

În 1927, apare la Paris poemul Colomba, cu două portrete de Robert Delaunay, care marchează o nouă tendință în scrisul lui Voronca. Poetul părăsește constructivismul și intră în sfera de influență a suprarealismului, mișcare concretizată prin onirismul imaginii. Ritmul publicării plachetelor de versuri este foarte susținut și el nu încetinește nici după stabilirea poetului în Franța, în 1933, de unde păstrează legături strânse cu viața literară din România. După această dată, creația sa aparține spațiului literar de adopție: L'Apprenti fantôme (1938), Beauté de ce monde (1940), Arbre (1942), etc..
Naturalizat francez în 1938, va participa la mișcarea de rezistență, ca scriitor și luptător. În ianuarie 1946 face o vizită în țară, unde este întâmpinat cu un entuziasm general. Se sinucide în același an, la 8 aprilie, în Paris, în timp ce lucra la un Manual al perfectei fericiri.
La zece ani de la moarte, prietenii francezi publică volumul Poèmes choisis, iar în 1964 și 1965, tânărul grup de literați "Pont de l'épée" adună într-un volum poemele inedite ale lui Voronca. În 1972, la editura Minerva din București apar, sub îngrijirea lui Sașa Pană, două volume de Poeme alese.

## Operă
- Restriști, Editura Rahova Arte Grafice, 1923 (copertă și desene de Victor Brauner)
- Colomba, Colecția Integral, Paris, 1927 (copertă de Sonia Delaunay și portrete de Robert Delaunay; tiraj de 134 de exemplare)
- Ulise, Colecția Integral, Paris, 1928 (portret de Marc Chagall; tiraj de 206 de exemplare)
- Plante și animale. Terase, Colecția Integral, Paris, 1929 (cu desene de Constantin Brâncuși)
- Brățara nopților, editura unu, București, 1929 (cu un desen de Victor Brauner)
- A doua lumină, editura unu, București, 1930 (tiraj de 250 de exemplare)
- Zodiac, editura unu, București, (1930) (desen și copertă de M. H. Maxy; tiraj de 300 de exemplare)
- Invitație la bal, editura unu, București, 1931 (cu un desen de Victor Brauner; tiraj de 100 de exemplare)
- Incantații, Editura "Cultura Națională", București, 1931 (cu portret de Milița Petrașcu pe frontispiciu)
- Act de prezență, Colecția "Carte cu Semne", București, 1932
- Petre Schlemihl, Tipografia Bucovina, București, 1932 (ilustrații de Victor Brauner, Jules Perahim și Michonze; tiraj de 230 de exemplare)
- Ulysse dans la cité, Éditions du Sagittaire, Paris, 1933 (traducere în franceză de Roger Vailland, prefață de Georges Ribemont-Dessaignes și portret de Marc Chagall)
- Patmos și alte șase poeme, Editura Vremea, București, 1933
- Patmos, Editions des Cahiers Libres, 1934
- Poèmes parmi les hommes, Editions des Cahiers du "journal des poetes", 1934
- Permis de Séjour, Editions R.A. Corréa, Tipografia Labor, Paris, 1935 (tiraj de 525 de exemplare numerotate)
- La poésie commune, Editions G.L.M., Paris, 1936 (tiraj de 225 exemplare numerotate)
- La joie est pour l'homme. Poèmes, suivis de trois poèmes à la gloire du sommeil, Editions Les Cahiers du Sud, Marseille, 1936 (tiraj de 512 de exemplare)
- Pater Noster suivi de Ebauches d'un Poème, Editions Avant-poste, Bruxelles/Paris, 1937
- Amitié des choses, Editions Sagesse, 1937
- Oisiveté, Editions Sagesse, 1938
- Le marchand de quatre saisons, Edition Les Cahiers du "journal des poetes", 1938
- L'apprenti fantome et cinq poèmes de septembres, Les Éditions des Presses du Hibou, 1938 (tiraj de 100 de exemplare hors-commerce)
- Beauté de ce monde, Éditions du Sagittaire, 1939
- Lord Duveen ou l'invisible à la portée de tous, Editions de l'Ilot, 1941
- Les Témoins, Editions du Méridien, Rodez, 1942 (tiraj de 206 de exemplare)
- La confession d'une âme fausse, Editions du Méridien, 1942
- La clé des réalités, Editions du Méridien, 1944
- L'interview, Editions Jean Vigneau, 1944 (cu un portret de Halicka)
- Henrika, 1945 (cu un frontispiciu de F. Delanglade)
- Souvenirs de la planète Terre, Sagel, Paris, 1945
- Contre-solitude, Editions Bordas, 1946
- Les chants du Mort, Editions Charlot, 1947 (traducere în română de Jacques Lassaigne și de autor)
- Diner, Editions PAS, 1952 (conține colaje de Jeanne Coppel)
- Poemes choisis, Seghers, Paris, 1957 (cu o reproducere după portretul de Marc Chagall; tiraj de 700 de exemplare numerotate)
- Poeme, Editura Univers, București, 1961 (traducere de Sașa Pană și prefață de Eugen Simion)
- Poèmes inédits, Editions Guy Chambelland, 1964 (cu un desen de Abidine)
- Onze récits, Rougerie, 1968
- Poeme alese (2 vol.), Editura Minerva, București, 1972 (copertă de Constantin Guluță și prefață de Sașa Pană)
- Mic manual de fericire perfectă, Cartea Românească, București, 1973 (traducere și prefață de Sașa Pană)
- Interviul, Cartea Românească, București, 1989 (traducere de Ion Pop, Irina Fortunescu și Barbu Brezianu și prefață de Ion Pop și Barbu Brezianu)
- Perméables, Le trident Neuf, 2005
- Die Prozession der Stille/ Gesammelte Gedichte, Übersetzung Christian W. Schenk, Dionysos Boppard 2022, ISBN 9798753496676
- Ulysses, trad. Balázs Imre József, cu ilustrații de Hatházi Rebeka, Lector, Târgu Mureș, 2023, ISBN 9786068957456